# Grekiskt kors

Grekiskt kors.

Grekiskt kors är ett kors där armarna är lika långa. Det grekiska korset finns i bland annat i Greklands, Tongas och Schweiz flaggor. 

## Exempel

Greklands flagga där det grekiska korset är i övre vänstra hörnet.
Schweiz flagga med ett vitt kors på röd bakgrund.
Tongas flagga med ett rött kors i övre vänstra hörnet.
Kulkors är ett grekiskt kors där ändarna avslutas med rundlar.